# Academia Nacional de Diseño de Estados Unidos
El Museo y Escuela de la Academia Nacional (National Academy Museum and School), establecido en la ciudad de Nueva York como la Academia Nacional de Dibujo de Estados Unidos (National Academy of Design) —o simplemente conocida como la “Academia Nacional”—, es una asociación honorífica de artistas estadounidenses, fundada en 1825 por Samuel F. B. Morse, Asher Brown Durand, Thomas Cole, Martin E. Thompson, y otros “para promover las bellas artes en los Estados Unidos mediante la instrucción y exposición”.
La Academia es una organización profesional honoraria, escuela y museo. Los miembros titulares de la Academia Nacional se nombran a partir de los niveles más altos de artistas y arquitectos estadounidenses, y se identifican con el posnominal «NA» (National Academician, “Académico Nacional”). Los socios se designan con «ANA» (Associate National Academician, “Académico Nacional Asociado”). No se puede solicitar membresía.
La escuela ofrece clases de estudio, clases magistrales, críticas intensivas, diversos talleres, conferencias y lecturas en el almuerzo. Hay becas disponibles.
El museo alberga una colección pública de más de 7000 obras de arte estadounidense de los siglos XIX, XX y XIX.

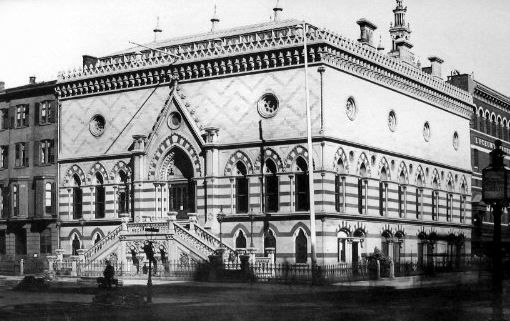
Primera edificación de la National Academy of Design, construida entre 1863—1865. Nueva York (1876).

La Academia ha tenido varias sedes en los últimos años. Entre estos destacó un edificio construido entre 1863 y 1865, diseñado por el arquitecto P. B. Wight en estilo gótico veneciano, inspirado en el Palacio Ducal de Venecia. Otra local se encontraba entre la calle oeste # 109 y Avenida Ámsterdam, en Manhattan. Desde 1942, la academia ha ocupado una mansión que fue la antigua casa de la escultora Anna Hyatt Huntington y el arqueólogo Archer Milton Huntington entre la Quinta Avenida y la calle ochenta y nueve.

## Historia
Los fundadores originales de la Academia Nacional de Dibujo eran estudiantes de la American Academy of the Fine Arts (Academia estadounidense de Bellas Artes). Sin embargo, hacia 1825 los estudiantes de la American Academy sentían una falta de apoyo para la enseñanza en ésta, su junta directiva estaba integrada por comerciantes, abogados y médicos, además de su presidente antipático, el famoso artista de la guerra de Independencia, el coronel John Trumbull. Samuel Morse y otros estudiantes se dedicaron a la formación de “la asociación de dibujo” para satisfacer en varias ocasiones por semana del estudio del arte del diseño. Aun así, la asociación fue vista como una organización dependiente de la American Academy, de la que se sentían abandonados. Se intentó conciliar las diferencias y mantener una única academia por la que se nombra a seis de los artistas de la asociación como directores de la American Academy; sin embargo, cuando cuatro de los candidatos no fueron elegidos, los artistas frustrados decidieron formar una nueva academia y fue así como nació la Academia Nacional de Dibujo.

## Instructores notables

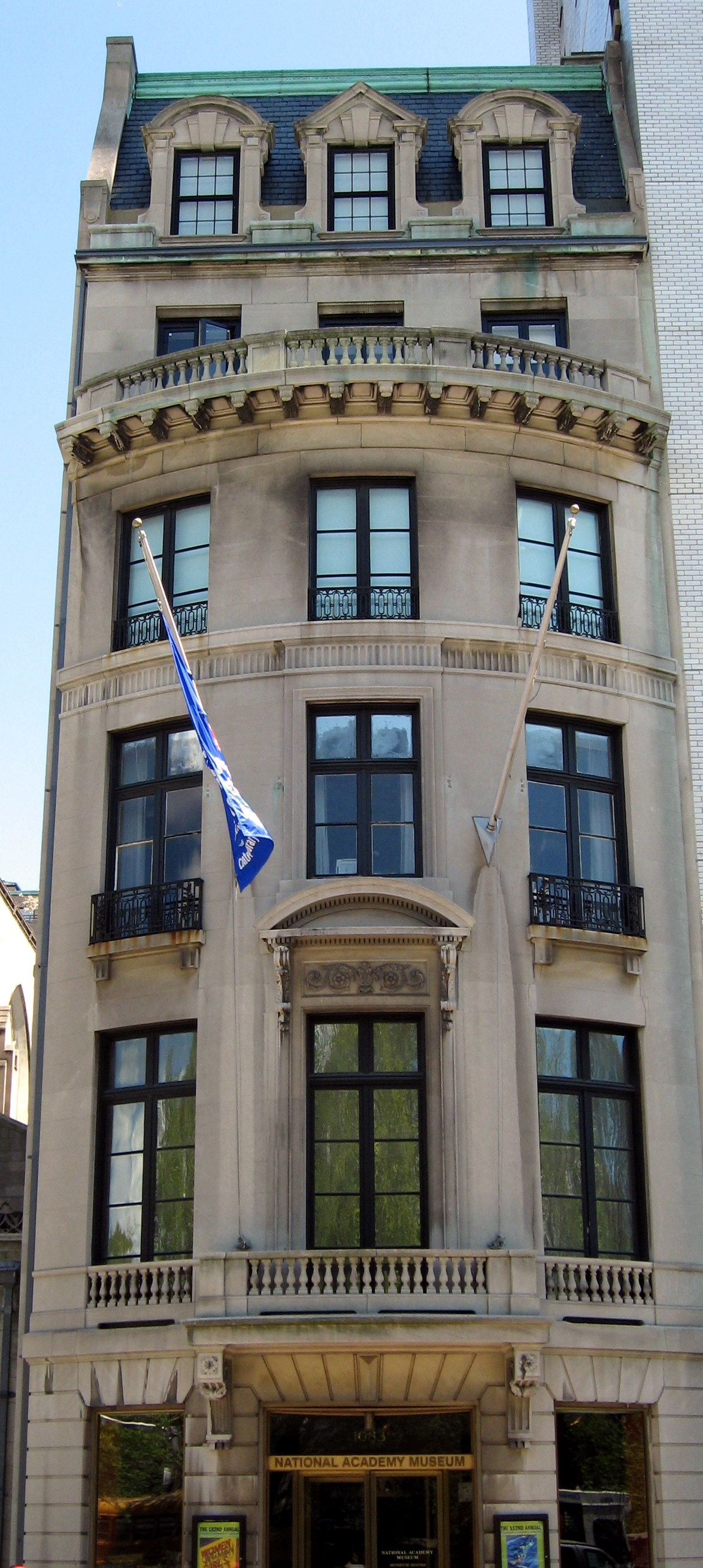
Actual ubicación de la Academia (desde 1946)

Entre el profesorado estaban numerosos artistas, incluyendo a Will Hicok Low que enseñó allí entre 1889 hasta 1892. El famoso poeta estadounidense William Cullen Bryant también pronunció conferencias. El arquitecto Alexander Jackson Davis (A.J. Davis) enseñó en la Academia. El pintor Lemuel Wilmarth fue el primer instructor a tiempo completo. Gulian C. Verplanck, un congresista y un hombre de letras, dio un discurso en la escuela en 1824, y Silas Dustin fue curador.

### Instructores
De acuerdo a las primeras nomenclaturas:
- A. Anderson
- G.B. Brown
- A. Dickinson
- William Dunlap
- William S. Leney
- John McComb, Jr.
- Peter Maverick
- J. O'Donnel
- Archibald Robertson
- Alexander Robertson
- William Rollinson
- Susan Louise Shatter
- John Trumbull
- John Vanderlyn
- Samuel Lovett Waldo

## Miembros notables

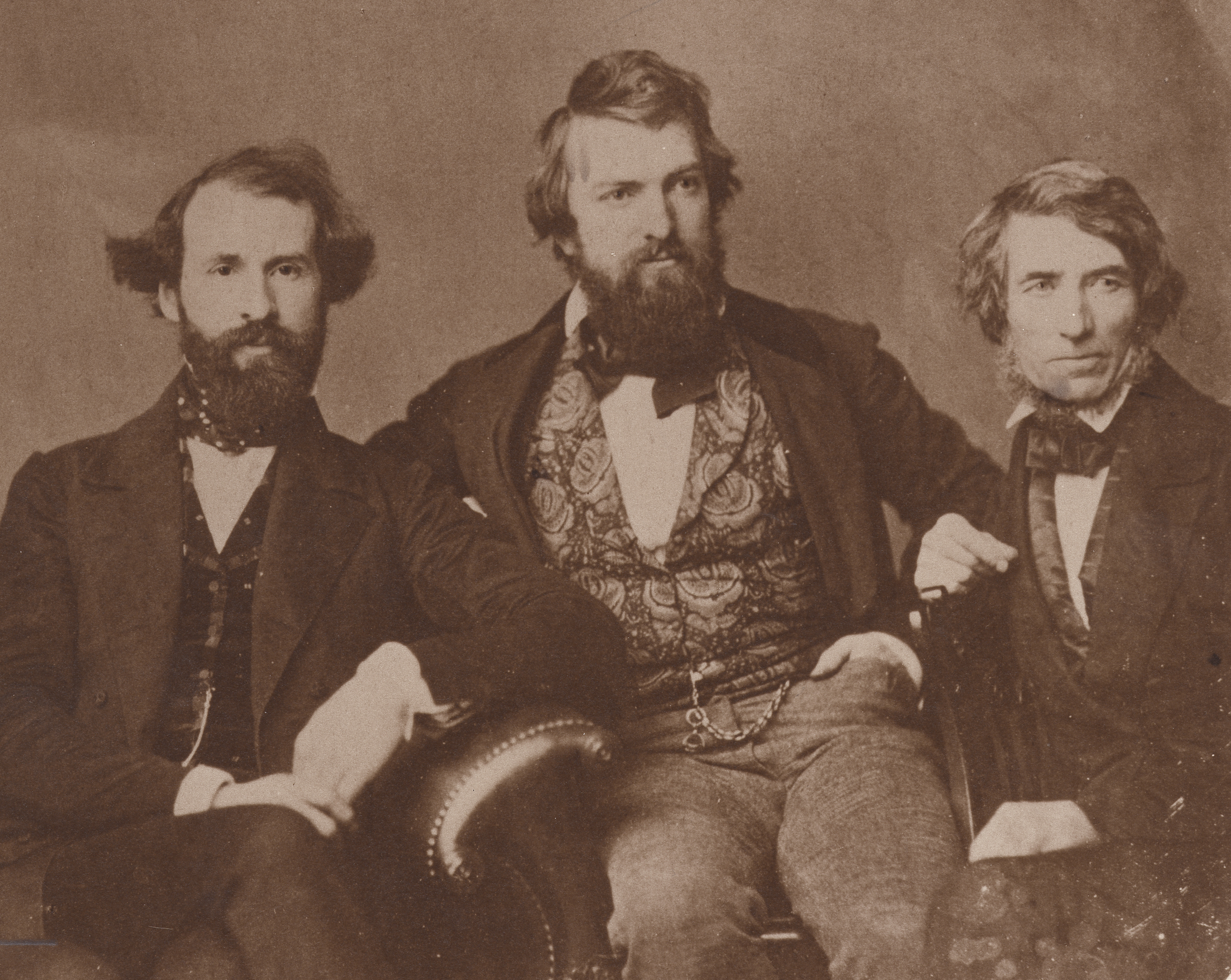
Unos cuantos miembros en 1850 (de izquierda a derecha): Henry Kirke Brown, Henry Peters Gray y el miembro fundador Asher Brown Durand

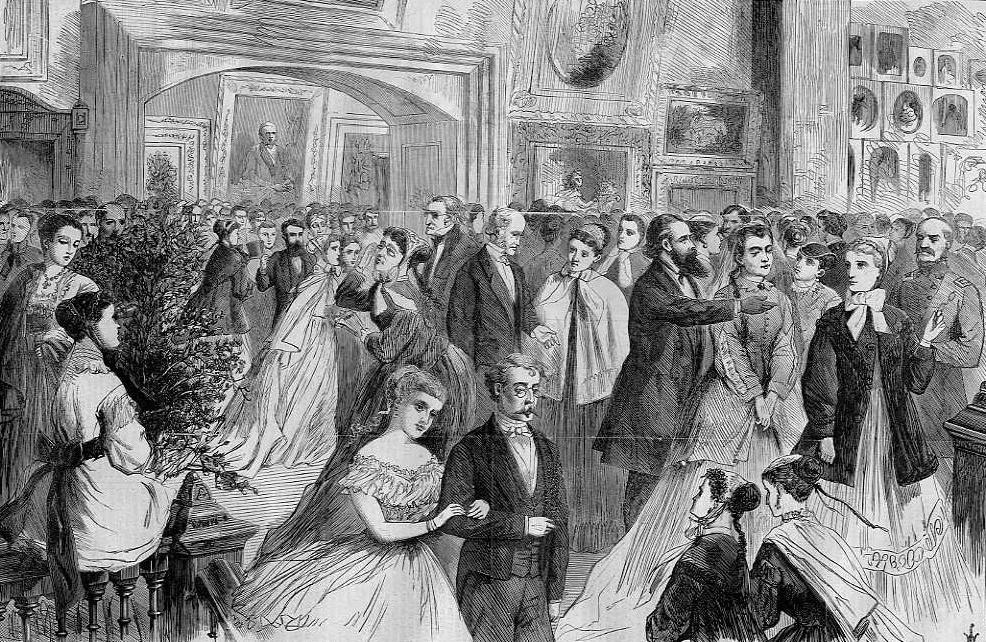
Annual Reception at the National Academy of Design, New York, 1868. Grabado en madera a partir de un boceto por W. S. L. Jewett

Algunos de los miembros más conocidos de la Academia incluyen:
- Marina Abramovic
- James Henry Beard
- Edwin Blashfield
- William Jay Bolton
- Lee Bontecou
- Stanley Boxer
- John F. Carlson
- Vija Celmins
- William Merritt Chase
- Frederic Edwin Church
- Chuck Close
- Thomas Cole
- Colin Campbell Cooper
- Charles Harold Davis
- Henry Golden Dearth
- Richard Diebenkorn
- Thomas Eakins
- Lydia Field Emmet
- Helen Frankenthaler
- Daniel Chester French
- Frederick Carl Frieseke
- Bruce Fowle
- Sonia Gechtoff
- Frank Gehry
- Paul Georges
- Arthur Hill Gilbert
- Hardie Gramatky
- Horatio Greenough
- Red Grooms
- Armin Hansen
- L. Birge Harrison
- Edward Lamson Henry
- Itshak Holtz
- Winslow Homer
- George Inness
- Jasper Johns
- Frank Tenney Johnson
- Lester Johnson
- Wolf Kahn
- Charles Keck
- Ellsworth Kelly
- Greta Kempton
- Chaim Koppelman
- Leo Lentelli
- Emanuel Leutze
- Hayley Lever
- Sol LeWitt
- Maya Lin
- Evelyn Beatrice Longman
- Frederick William Macmonnies
- Knox Martin
- Jervis McEntee
- Gari Melchers
- Alme Meyvis
- Raoul Middleman
- F. Luis Mora
- Henry Siddons Mowbray
- John Mulvany
- David Dalhoff Neal
- Victor Nehlig
- Eliot Noyes
- Kate Orff
- Renzo Piano
- John Portman
- Cindy Sherman
- Carrie Mae Weems[7]
- Tom Otterness
- William Page
- Philip Pearlstein
- I. M. Pei
- John Thomas Peele
- William Lamb Picknell
- Albin Polasek
- Alfred Easton Poor
- Alexander Phimister Proctor
- Harvey Quaytman
- Robert Rauschenberg
- Benjamin Franklin Reinhart
- Paul Resika
- Dorothea Rockburne
- Robert Ryman
- Augustus Saint-Gaudens
- John Singer Sargent
- Richard Serra
- Hughie Lee-Smith
- Susan Louise Shatter
- Nancy Spero
- Frederic Dorr Steele
- Frank Stella
- Arthur Fitzwilliam Tait
- Henry Ossawa Tanner
- Edmund C. Tarbell
- Louis Comfort Tiffany
- Cy Twombly
- Calvert Vaux
- Edward Charles Volkert
- Robert Vonnoh
- John Quincy Adams Ward
- Frank Lloyd Wright
- Stow Wengenroth
- Frederic Whitaker
- Guy Carleton Wiggins
- Anita Willets-Burnham
- Milford Zornes

## Liderazgo
Carmine Branagan funge como director ejecutivo, Maurizio Pellegrin como director creativo, Bruce Fowle como presidente, y David Kapp como el presidente del consejo administrativo.